# Porfirio López
Porfirio López Meza (San José, 10 de septiembre de 1985) es exfutbolista costarricense que jugó como defensa central. Logró alzar 3 títulos con la Liga Deportiva Alajuelense, y logró darle el primer título de la historia de la máxima categoría costarricense al Municipal Pérez Zeledón. Se retiró del fútbol profesional el 27 de septiembre de 2019.

## Trayectoria
Porfirio López alcanzó un título con la Liga Deportiva Alajuelense al vencer a A.D San Carlos, llegó a jugar todo el partido en la segunda vuelta,logrando ganar el campeonato de invierno, obteniendo su primer título en su carrera profesional
En 2011, la Liga Deportiva Alajuelense disputaba la final contra el Club Sport Herediano, Porfirio López desde semifinales a hasta las finales, llegando a jugar todos los minutos comprometidos, logró vencer al Club Sport Herediano, el marcador global estaba 1-1, en la segunda el encuentro terminó 0-0, por lo que se debió definir en tanda de penales, Porfirio López fue parte de los anotadores en penales, que logró vencer ante el Club Sport Herediano con el marcador de penales 5-6, llegando a sumar su segundo título de su carrera.
En 2013, Porfirio López disputaba la final del Campeonato de invierno con la Liga Deportiva Alajuelense, teniendo de rival ante el Club Sport Herediano, en la primera vuelta terminó 0-0, por lo que la segunda vuelta era decisiva para definir el campeón del torneo, logró jugar todos los partidos de semifinales hasta la final, llegando a jugar los 90 minutos reglamentarios, en la segunda vuelta contra el Club Sport Herediano, el marcador global estaba 0-0, y sin anotaciones, se tuvo que definir en tanda de penales, el marcador terminó 3-5 a favor de la Liga Deportiva Alajuelense, logrando vencer al Club Sport Herediano, Porfirio López alzaba su tercer título de su carrera.
En 2017 jugó para el Municipal Pérez Zeledón, el club llegó a disputar la final contra el Club Sport Herediano, Porfirio López jugó el primer encuentro y con victoria 1-0, lograban tener una leve ventaja, en la segunda vuelta no fue convocado, con el marcador global 0-0, el club Municipal Pérez Zeledón vencía ante Club Sport Herediano 1-0, logrando obtener su cuarto título de su carrera y logrando un hecho histórico, ya que alzaba el primer título del Municipal Pérez Zeledón en la máxima categoría de Costa Rica.
En 2019, Porfirio López firma con el Municipal Pérez Zeledón, pero por problemas de contrato fue despedido de la institución del Municipal Pérez Zeledón, después de lo ocurrido, Porfirio López dejó de ser futbolista profesional, retirándose del fútbol el 27 de septiembre de 2019.

## Selección nacional
Realizó su debut el 11 de agosto de 2011 con la Selección de Costa Rica en un partido amistoso contra la Selección de Ecuador, logrando jugar 73 minutos con un sabor amargo a derrota en el marcador 0-2 a favor de los ecuatorianos.
En 2012, tuvo varios juegos de partidos amistosos, enfrentándose ante las selecciones de Jamaica, Honduras, Guatemala, teniendo participación en cada partido y disputando los 90 minutos, el último partido fue un amistoso nuevamente contra la Selección de Guatemala, en el cual estuvo en el banco de suplencia sin ver minutos con derrota 0-2. En ese mismo año, fue convocado por el técnico colombiano Jorge Luis Pinto para las Eliminatorias Brasil 2014, estuvo en el banco de suplencia contra El Salvador, con victoria 2-0, en el segundo partido, tuvo su debut en una eliminatoria mundialista contra la Selección de Guyana, entró al terreno de juego al minuto 59, obteniendo la victoria de manera superior ante la Selección de Guyana con el marcador 4-0.
En 2014 disputó un partido amistoso contra la Selección de Chile, jugando todo el partido con derrota en el marcador 4-0.
En ese mismo año del 2014, Porfirio López disputaba su debut en participación de la Copa Centroamericana a manos del técnico Paulo Wanchope, estuvo en el banco de suplencia sin ver minutos en las victorias contra Honduras y Panamá, Costa Rica avanzaba a la final contra la Selección de Guatemala, Porfirio López estuvo en el banco de suplencia entrando al terreno de juego al minuto 81, finalizado el partido, Costa Rica vencía en el marcador 1-2, Porfirio López alzaba su primer título internacional con la Selección de Costa Rica, y de esta manera Porfirio López cerraba su completa participación con Costa Rica.

## Clubes
| Club                       | País           | Año       |
| -------------------------- | -------------- | --------- |
| Santos de Guápiles         | Costa Rica     | 2005-2008 |
| Puntarenas F.C             | Costa Rica     | 2009-2010 |
| Dalian Shide               | China          | 2010-2011 |
| L.D Alajuelense (Préstamo) | Costa Rica     | 2011      |
| Philadelphia Union         | Estados Unidos | 2011-2013 |
| L.D Alajuelense            | Costa Rica     | 2013-2017 |
| Municipal Pérez Zeledón    | Costa Rica     | 2017-2018 |
| L.D Alajuelense            | Costa Rica     | 2018-2019 |
| Municipal Pérez Zeledón    | Costa Rica     | 2019      |

## Palmarés

#### Títulos nacionales
| Título                         | Club                    | País       | Año  |
| ------------------------------ | ----------------------- | ---------- | ---- |
| Primera División de Costa Rica | L.D Alajuelense         | Costa Rica | 2011 |
| Primera División de Costa Rica | L.D Alajuelense         | Costa Rica | 2011 |
| Primera División de Costa Rica | L.D Alajuelense         | Costa Rica | 2013 |
| Primera División de Costa Rica | Municipal Pérez Zeledón | Costa Rica | 2017 |

#### Títulos internacionales
| Título               | Equipo                  | Sede           | Año  |
| -------------------- | ----------------------- | -------------- | ---- |
| Copa Centroamericana | Selección de Costa Rica | Estados Unidos | 2014 |